# USS Dolphin (PG-24)
USS Dolphin (PG-24) era uma canhoneira/navio de despacho; o quarto navio da Marinha dos Estados Unidos a compartilhar o nome. A quilha do Dolphin foi colocada pela Delaware River Iron Ship Building and Engine Works de Chester. Ele foi lançado em 12 de abril de 1884, com o capitão George Dewey no comando, e comissionada em 8 de dezembro de 1885 com o capitão R. W. Meade no comando. O Dolphin foi o primeiro navio da Marinha a hastear a bandeira presidencial dos Estados Unidos durante a administração do presidente Chester A. Arthur, e o segundo navio da Marinha a servir como iate presidencial.